# Буажибо
Буажибо (фр. Boisgibault) је насељено место у Француској у региону Бургундија-Франш-Конте, у департману Нијевр.